# The look (canción)
«The Look» es el cuarto sencillo del segundo trabajo discográfico de estudio de Roxette, Look Sharp, editado posteriormente a Dressed for success, el primer sencillo, Listen to your heart, segundo sencillo, y Chances, tercer sencillo. Fue escrita por Per Gessle y es el track N.º 1 con el que inicia el álbum. 
La canción llegó a tierras norteamericanas de una forma fortuita y no convencional y fue la responsable del éxito internacional que tendía el dúo sueco. En 1989 un estudiante estadounidense, Dean Cushman,  que se encontraba de intercambio estudiantil en Suecia, al regresar a su país, llevó la canción a una radio local en Mineapolis, la KDWB-FM. Luego de su insistencia para radiarla al menos una vez, y ante el éxito inusitado con los oyentes pidiendo la canción, la radio local hizo 500 copias que fue haciendo llegar a otras emisoras, desde donde, inesperadamente, se convirtió en un éxito nacional. Por ello, el disco de donde se desprende el sencillo, Look Sharp!, que fue publicado originalmente en octubre de 1988, fue editado nuevamente el 1.º de enero de 1989. Además, EMI edita el sencillo en forma oficial el 12 de enero de 1989.
La canción se convirtió en el primer #1 de Roxette en el Billboard Hot 100, ranking al que ingresó el 11 de febrero de 1989, manteniéndose por 19 semanas, y llegando a la máxima posición el 8 de abril, en donde se mantuvo por 1 semana, siendo el tercer artista de origen sueco en colocar un #1 en el Billboard, siendo los anteriores: Blue Swede con Hooked on a Feeling en el año 1974 y ABBA con Dancing Queen en el año 1977. También se ha acreditado su posicionamiento en los ranking de otros 30 países. En el Reino Unido, la canción llegó al puesto 7. En Suecia llegó al puesto 6 de las listas oficiales suecas.
"The Look" estuvo entre las 20 canciones más escuchadas de 1989, según la revista Billboard. En los Estados Unidos, el sencillo fue certificado con un Disco de Oro por ventas superiores a 500 000 copias.
En el año 2015 Roxette regresa al estudio X-Level Studios donde originalmente grabaron The Look y realiza una nueva versión para Kappahl, una cadena de moda nórdica, que la uso como estandarte de su campaña publicitaria de otoño. Ese mismo año, Roxette lanzó el sencillo como The Look (2015 Remake).

## Clip musical
The look tiene dos videos. The Look: first Version data del año 1988, anterior a su salto internacional. Dura 4:01. Fue filmado en 1988 en Suecia. Dirigido por Mats Jonstam y producido por Jonstam films. Esta versión aparece en Roxette: All Videos Ever Made & More! - The Complete Collection 1987-2001. El segundo video, publicado y reconocido como video oficial, fue dirigido por Peter Heath. Fue filmado en febrero de 1989 en New York. El video obtuvo el premio en el MTV Video Music Awards en la categoría International Viewer's Choice: MTV Europe. En el mismo set de grabación y en oportunidad de esta filmación, también habrían de producir el video para el sencillo Dressed for success.

## Otros medios
- Esta canción es usada en el tráiler de Grand Theft Auto: Episodes From Liberty City.
- Esta canción fue interpretada en el concierto la noche anterior a la boda de Victoria de Suecia y Daniel Westling en Estocolmo.
- El cantante argentino Maxi Trusso, en conjunto con la cantante Lula Miranda, lanzaron un cover de la canción en homenaje al 30 Aniversario de The Look. A diferencia de la original, esta versión esta más influenciada por el electropop y la música disco que por el rock.
- Está canción puede escucharse en una escena de la película Terror a 47 metros: el segundo ataque

## Sencillos
7" sencillo EMI 13 6333 7	12.01.1989
1. 	«The Look»	 	3:56
2. 	«Silver Blue» (Demo Versión)		4:05
12" Maxi sencillo EMI 13 6333 6	12.01.1989
1. 	«The Look» (Headdrum Mix)		7:16
2. 	«The Look» (7" Versión)	 	3:56
3. 	«Silver Blue» (Demo)		4:05
Casete sencillo EMI 4JM-50190	12.01.1989
1. 	«The Look» (Headdrum Mix)		7:16
2. 	«The Look» (7" Versión)	 	3:56
3. 	«Silver Blue» (Demo)		4:05
Mini Cd sencillo EMI CDP 560-13-6350-3	12.01.1989
1. 	«The Look» (Visible Mix) 	6:04	
2	«The Look» (Power Radio Mix) 	4:12	
3	«The Look» (Big Red Mix) 	7:32
CD-Maxi Electrola 560 13 633 2	12.01.1989
1. 	«The Look» (Head-Drum-Mix)		7:22
2. 	«The Look» (7"-Versión)	 	3:58
3. 	«Silver Blue» (Demo Versión)		4:06
4. 	«Sleeping Single» (Demo Versión)		3:46
12" sencillo, EMI 56349, 12.01.1989
A1. «The Look» (Visible Mix) 	6:03
A2 «The Look» (Power Radio Mix) 	5:11
B1 «The Look» (Big Red Mix) 	7:33	
B2 «The Look» (Invisible Dub) 	5:11	
B3 «Silver Blue» (Demo Versión) 	4:00

## Remix: "The Look '95"

### Antecedentes
«The Look '95» es una versión remix del sencillo de Roxette y sólo fue publicado comercialmente en el RU en conjunto con el lanzamiento de su álbum de grandes éxitos Don't Bore Us, Get to the Chorus! - Roxette's Greatest Hits. 
Esta versión de la canción no aparece en el álbum, pero dos de las versiones del sencillo se incluyeron en el lanzamiento europeo del sencillo "She Doesn't Live Here Anymore".

### Lista de canciones
12" sencillo, EMI 12EMDJ 406, 1995
1. «The Look» (rapino club mix) (5:22)
2. «The Look» (rapino dub mix) (5:14)
3. «The Look» (chaps donna bass mix)

CD maxisencillo s1, EMI 7243-8-65202-2-7, 1995
1. «The Look» (chaps 1995 remix) (5:08)
2. «The Look» (chaps donna bass mix) (6:53)
3. «The Look» (rapino club mix) (5:22)
4. «The Look» (rapino dub mix) (5:14)

CD maxisencillo 2, EMI 7243-8-65203-2-6, 1995
1. «The Look» (chaps 1995 remix) (5:10)
2. «The Look» (original versión) (3:59)
3. «Crazy About You» (3:59)
4. «Dressed For Success» (U.S. mix) (4:53)

## Remake The Look 2015[27]

### Antecedentes
The Look remake 2015 es una nueva versión que fue producida por Clarence Öfwerman, Christoffer Lundquist, Per Gessle & Addeboy VS Cliff para KappAhl, una empresa de diseño & moda nórdica, que la uso para su campaña de otoño.

### Lista de canciones
7" sencillo, Cosmos Music 45 RPM 7 332334 435450
1. «The Look» (2015 Remake) (3:58)
2. «The Look» (2015 Remake - Instrumental) (3:55)

MP3, Cosmos Music 320 kbpss
1. «The Look» (2015 Remake) (3:58)
2. «The Look» (2015 Remake - Instrumental) (3:55)

## Posicionamiento
| País           | Listas (1989)                 | Máxima posición |
| -------------- | ----------------------------- | --------------- |
| Alemania       | West German Singles Chart     | 1               |
| Australia      | ARIA Singles Chart            | 1               |
| Austria        | Austrian Singles Chart        | 2               |
| Bélgica        | Belgian Singles Chart         | 3               |
| España         | AFYVE                         | 1               |
| Estados Unidos | Billboard Hot 100             | 1               |
| Estados Unidos | Billboard Hot Dance Club Play | 47              |
| Europa         | Eurochart Hot 100             | 1               |
| Finlandia      | Finnish Singles Chart         | 1               |
| Francia        | French Singles Chart          | 12              |
| Irlanda        | Irish Singles Chart           | 10              |
| Italia         | Italian Singles Chart         | 3               |
| Noruega        | Norwegian Singles Chart       | 1               |
| Nueva Zelanda  | New Zealand Singles Chart     | 1               |
| Países Bajos   | Dutch Top 40                  | 2               |
| Reino Unido    | UK Singles Chart              | 7               |
| Suecia         | Swedish Singles Chart         | 6               |
| Suiza          | Swiss Singles Chart           | 1               |
| País           | Listas (1995)                 | Máxima posición |
| Reino Unido    | UK Singles Chart              | 28              |

### Sucesión en listas
| Anterior: «Eternal Flame» de The Bangles | Billboard Hot 100 — Sencillo Nro 1 8 de abril de 1989                        | Siguiente: «She Drives Me Crazy» de Fine Young Cannibals |
| Anterior: «Like a Prayer» de Madonna     | Eurochart Hot 100 — Sencillo Nro 1 17 de julio de 1989 — 30 de julio de 1989 | Siguiente: «Express Yourself» de Madonna                 |